# Jean-Auguste Bard
Pour les articles homonymes, voir Bard.
Jean-Auguste Bard, né le 16 janvier 1812 à Paris et mort le 22 juillet 1862 à Argenteuil, est un peintre français.

## Biographie
Jean-Auguste Bard est le fils de Jean Célestin Bard, propriétaire, et de Germaine Joly.
Élève de Paul Delaroche, il expose au Salon de 1831 à 1861.
En 1849, il épouse Rosalie Palmire Dulong, le peintre Camille Roqueplan est témoin du mariage.
Il meurt à l'âge de 50 ans à son domicile d'Argenteuil.

## Œuvres

### Collections publiques
(Liste non exhaustive)

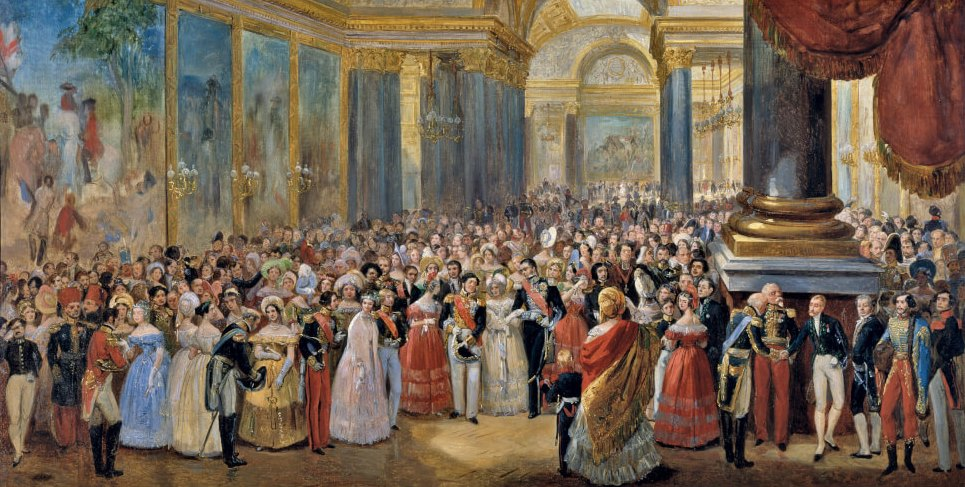
Inauguration de la Galerie des Batailles, 10 juin 1837

- Arcis-sur-Aube, mairie : Christ en prison, vers 1841 ((dépôt du Centre national des arts plastiques)[5].
- Compiègne, musée national de la voiture et du tourisme, château de Compiègne
  - Costumes des gens de service de la maison de Louis-Philippe en 1840, 1840 (dépôt du château de Versailles)[6],[7];
  - Gens de service des écuries de Louis-Philippe, 1840 (dépôt du château de Versailles)[8],[9];
- Montauban, musée Ingres-Bourdelle : La Bénédiction "Urbi et Orbi", 1840, Salon de 1841 (no 79) (dépôt du Centre national des arts plastiques, autrefois au musée Goya de Castres)[10],[11],[12].
- Pau, musée des Beaux-Arts : La Place Masaniello à Naples, Salon de 1846 (no 75)[13].
- Versailles, musée national des châteaux de Versailles et de Trianon : Inauguration de la Galerie des Batailles, 10 juin 1837, Salon de 1850 (no 101)[14],[15].

### Participation aux Salons parisiens
- Leçon de danse ; sujet hollandais, au Salon de 1831
- Sujet tiré du Monastère, roman de Walter-Scott, au Salon de 1831
- La vieille grand-mère, au Salon de 1833
- Pierrot jouant de la guitare, au Salon de 1833
- Tableau de nature morte, au Salon de 1836
- Le carnaval de Rome, au Salon de 1836
- Portrait de Mlle A. T., au Salon de 1837
- Portrait de Mme Albertazzi, artiste du théâtre Italien, dans le rôle de Cenerentola, au Salon de 1837
- Alexandre et Diogène, au Salon de 1839
- Saint-Pierre de Rome — Le pape donne sa bénédiction au peuple, Salon de 1841 (no 79, musée Ingres-Bourdelle[12]
- La Vierge et l'Enfant-Jésus, Salon de 1841 (no 80
- Auteurs grecs, Salon de 1841 (no 81
- La barque de Caron, au Salon de 1843
- La Vierge en prière, au Salon de 1843
- Alexandre visitant le port de Corinthe, au Salon de 1844
- Femme d'Albano en prières, au Salon de 1844
- La Vierge et l'Enfant-Jésus, au Salon de 1844
- Une odalisque, au Salon de 1844
- La Vierge et l’Enfant-Jésus, au Salon de 1845
- Femmes grecques après le bain, au Salon de 1845
- Les pifferari, au Salon de 1845
- Médora / (Lord Byron), au Salon de 1846
- Souvenir d'Albano, au Salon de 1846
- Souvenir de Rome, au Salon de 1846
- Vue de la place Masaniello, à Naples, au Salon de 1846, musée des Beaux-Arts de Pau[13]
- Portrait de Mme de B., au Salon de 1846
- Intérieur turc, au Salon de 1847
- La sérénade, au Salon de 1847
- Charles VI visitant le château de Marcoussis, au Salon de 1848
- Chiens de chasse, au Salon de 1848
- Femmes grecques, au Salon de 1848
- L'Amour et Psyché, au Salon de 1848
- Vieilles maisons de Normandie, au Salon de 1848
- Ouverture du Musée de Versailles, au Salon de 1850, musée national des châteaux de Versailles et de Trianon[14]
- Zizime, frère de Bajazet, prisonnier à Guéret, au Salon de 1850
- Souvenir d’Italie, au Salon de 1857, dessin
- La prière, au Salon de 1859
- Prière à la Madone, au Salon de 1859
- Scène d’intérieur à San-Germano (royaume de Naples), au Salon de 1859
- Viva Maria ; souvenir de Rome, au Salon de 1859
- Prière à la Madone, au Salon de 1861